# Орынбаев, Ербол Турмаханович
Орынбаев Ербол Турмаханович (род. 29 июня 1971, Чимкент) — независимый консультант ведущих финансовых и технологических компаний, заместитель премьер-министра Казахстана (2007—2013).   
Ербол Орынбаев также занимал ряд других руководящих должностей в правительстве Казахстана, в том числе пост помощника президента по экономической политике (2013—2015) и пост руководителя Аппарата премьер-министра (2007—2008). В течение многих лет Ербол Орынбаев занимал должность представителя Всемирного банка от имени правительства Республики Казахстан. После ухода из правительства в 2015 году, Ербол Орынбаев перешёл в частный сектор, выступая в качестве частного консультанта в области финансов, стратегии и технологий.
Ербол Орынбаев занимал пост члена правления Национального банка Казахстана, Агентства по регулированию финансовых рынков, а также в крупных компаниях и некоммерческих организациях, включая казахстанский инвестиционный фонд благосостояния «Самрук-Казына».
В холдинге занимал также должность председателя Совета директоров First Heartland Securities и Jýsan Invest, председателя правления ТОО «Алманит», заместителя председателя Совета директоров Jýsan Bank.
Происходит из рода кулшыгаш племени конырат.

## Образование
Окончил Московский государственный университет им. Ломоносова (1989—1993) по специальности юриспруденция и Университет Дьюка (2000—2002), магистр по международному экономическому развитию.

## Карьера
Начал свою карьеру в частном секторе, работал в банковской сфере и частных компаниях. Был соучредителем ряда финансовых, торговых и сертификационных компаний.
С 1996 года занимал ряд руководящих позиций в правительстве РК и в международных финансовых организациях. В частности, был заместителем Акима Южно-Казахстанской области (1996—1997), вице-министром экономики и бюджетного планирования Республики Казахстан (2002—2003), заместителем Премьер-министра Республики Казахстан (2007—2013), помощником Президента РК по экономическим вопросам (2013—2015), управляющим директором Международного банка реконструкции и развития, членом правления Национального банка РК и Агентства по регулированию и надзору финансового рынка и финансовых организаций. Ербол Орынбаев являлся ключевым участником Программы ОЭСР по повышению конкурентоспособности в Евразии, выступая в качестве эксперта по региональным торгово-экономическим вопросам. Выступал в качестве приглашенного докладчика на Всемирном экономическом форуме, в Давосе и других международных саммитах.
В 2015 году закончил государственную службу и перешёл в частный сектор, занимая ряд руководящих должностей в частных финансовых, исследовательских и технологических компаниях. 

## Личная жизнь
Женат, имеет четверых детей. Ербол и его семья проживают в США с 2017 года.
Ербол Орынбаев активно поддерживает благотворительность, особенно в сфере образования.

## Государственные награды
- Орден «Парасат» (2012)[12];
- Орден «Құрмет» (2006)[13].